# Destroy Rock & Roll
Destroy Rock & Roll es el álbum debut y único del DJ y productor escocés Mylo, lanzado en el año 2004. El álbum fue relanzado en 2005, incluyendo una nueva versión de Drop the Pressure junto a Miami Sound Machine, titulada Doctor Pressure, lanzado también como sencillo. Fue denominado el 21º mejor álbum de la década por la revista Resident Advisor.

## Antecedentes
El álbum alcanzó el puesto # 26 en el UK Albums Chart y # 10 en el Dance/Electronic Albums de los Estados Unidos.
- La ingeniería de sonido y la mezcla adicional estuvo a cargo de William Threlfall y Kevin Kennedy. Producción adicional en las pistas 1, 2 y 5 por John Clark, Kennedy Kevin & Linus Loves. Producción adicional en la pista 3 por Kevin Kennedy. Producción adicional en la pista 5 por William Threlfall. Producción adicional en la pista 14 por William Threlfall y Kevin Kennedy. Guitarra en la pista 1 por William Threlfall. Producción adicional y en partes de la pista 11 por Anu Pillai de Freeform Five. Voces en la pista 11 realizada por la cantante Tamara Barnett Herrin. Anu Pillai y Tamara Barnett Herrin aparecen por cortesía de Ultimate Delema Records. Grabado en Escocia.

## Lista de canciones
| Edición estándar |                                                |                                             |          |  |
| N.º              | Título                                         | Escritor(es)                                | Duración |  |
| 1.               | «Valley of the Dolls»                          | Myles MacInnes                              | 3:29     |  |
| 2.               | «Sunworshipper»                                | MacInnes, Hubert Rostaing                   | 3:26     |  |
| 3.               | «Muscle Cars»                                  | MacInnes                                    | 3:38     |  |
| 4.               | «Drop the Pressure»                            | MacInnes                                    | 4:15     |  |
| 5.               | «In My Arms»                                   | Jackie DeShannon, MacInnes, Shannon Rubicam | 3:46     |  |
| 6.               | «Guilty of Love»                               | MacInnes                                    | 3:06     |  |
| 7.               | «Paris Four Hundred»                           | MacInnes                                    | 3:32     |  |
| 8.               | «Destroy Rock & Roll»                          | MacInnes                                    | 4:04     |  |
| 9.               | «Rikki»                                        | MacInnes                                    | 3:18     |  |
| 10.              | «Otto's Journey»                               | MacInnes                                    | 3:58     |  |
| 11.              | «Muslcecar Reform Reprise» (con Freeform Five) | Iain MacInnes                               | 3:52     |  |
| 12.              | «Zenophile»                                    | MacInnes                                    | 4:10     |  |
| 13.              | «Need You Tonite»                              | MacInnes, Mike Paxman                       | 4:51     |  |
| 14.              | «Emotion 98-6»                                 | MacInnes                                    | 5:35     |  |

| Edición especial en EE. UU. |                                             |                                       |          |  |
| N.º                         | Título                                      | Escritor(es)                          | Duración |  |
| 15.                         | «Soft Rock»                                 | Myles MacInnes                        | 4:04     |  |
| 16.                         | «In My Arms» (Popular Computer Remix)       | MacInnes, Merrill, DeShannon, Rubicam | 4:42     |  |
| 17.                         | «Doctor Pressure» (vs. Miami Sound Machine) | Elias Enrique Garcia, MacInnes        | 3:25     |  |

| Bonus tracks en Edición Japonesa |                                                  |          |  |
| N.º                              | Título                                           | Duración |  |
| 15.                              | «Soft Rock»                                      | 4:00     |  |
| 16.                              | «Peach Melba»                                    | 4:41     |  |
| 17.                              | «Destroy Rock & Roll» (Tom Neville's Clean Edit) | 4:44     |  |

## Sampleos en canciones
- Pista 1 samplea a "Beyond the Valley of the Dolls" de The Sandpipers.
- Pista 5 samplea a "Bette Davis Eyes" de Kim Carnes y "Waiting For A Star To Fall" de Boy Meets Girl
- Pista 6 samplea a "Guilty" de George Duke de su LP de 1989, Night After Night.
- Pista 8 está basado en el sampleo de un discurso realizado por un cura en contra de los artistas más representativos de la década del '80 denominado "Invocation for Judgement Against and Destruction of Rock Music" por la organización religiosa Church Universal and Triumphant.
- Pista 11 fue remixado por X-Press 2 y Anu Pillai de Freeform Five.
- Pista 12 samplea a "Where I am Going?" de Dusty Springfield, de su álbum del 1967 del mismo nombre.
- Pista 13 samplea a "Stay With Me Till Dawn" de Judie Tzuke.
- El comienzo de la pista 15 incluida en la edición limitada, contiene el sampleo del inicio de "Nothing's Gonna Stop Us Now" de Starship.
- "Dr. Pressure", contiene el sample de "Dr. Beat" de Miami Sound Machine con Gloria Estefan.